# Eric Jacobson
Eric Jacobson (Fort Worth, 15 gennaio 1971) è un burattinaio e doppiatore statunitense.
Ha iniziato a lavorare con i Muppet nel 1994 come burattinaio a Sesame Street. Jacobson è attualmente il  burattinaio  di Miss Piggy, Fozzie, Animal, Sam l'aquila, Bert e Grover. Ha sostituito quasi tutti i personaggi precedentemente animati da Frank Oz.